# Присяжнюк Ігор Васильович
І́гор Васи́льович Присяжню́к (11 січня 1977 — 7 серпня 2014, Луганська область, Україна) — український каноїст, багаторазовий чемпіон України з веслування (на 1000 і 5000 метрів), майстер спорту з веслування на байдарках і каное, учасник національної збірної України.

## Життєпис
Народився Ігор Присяжнюк у Вінниці. Виховали його батьки Василь Петрович та Людмила Федорівна Присяжнюки. Має старшого брата Присяжнюка Володимира.
У 1995 році Ігор пішов на строкову службу до Прикордонних військ України, а по її закінченні стає військовослужбовцем контрактної служби Одеської окремої авіаційної ескадрильї, прийнявши посаду техніка взводу. На новому місці активно зайнявся веслуванням.
У 2013 році разом з родиною повертається з Одеси до рідного міста, служить у відділі прикордонної служби «Вінниця» на посаді техніка секції зв'язку.
Заступник начальника ВПС «Вінниця» капітан Олена Іванівна Воротнюк про Ігоря Присяжнюка: «Ігор одразу ж привернув увагу своєю інтелігентністю, вихованістю, доброзичливістю. Він був наділений якимось особливим шармом… Умів спілкуватися з людьми, ніколи не дозволяв собі когось образити. За все, до чого не брався, ставився відповідально».
Дружина — Присяжнюк Алла Володимирівна, теж спортсменка з веслування на байдарках і каное. Родина виховувала сина Максима 2010 року народження.

### Участь в АТО
У зоні АТО на Донбасі Ігор Присяжнюк служив у прикордонній службі. На той час мав звання старший прапорщик. Колеги по службі: «Ігор Присяжнюк був щирим патріотом, дуже вболівав за долю України. В зону бойових дій поїхав разом з іншими товаришами по службі, не шукаючи різних приводів та відмовок. Він був гідною людиною у всьому…».
Загинув 7 серпня 2014 року під час організованого прориву з оточення у «довжанському котлі» (сектор «Д») на з'єднання з основними силами після 22-денної героїчної оборони державного кордону під постійними масованими обстрілами з боку терористів і з боку Росії. Українські герої з боями вийшли в район Савур-Могили та Амвросіївки. Прорив тривав три доби. Загін Ігора обороняв пункт пропуску Довжанський. Під час виходу з оточення між 9 та 10 годинами по колоні було відкрито шквальний вогонь із РСЗВ «Град» з території Росії. Ігор їхав в автомобілі УАЗ, поряд з яким розірвався снаряд, машина спалахнула і вибухнула. Один прикордонник-водій, який вижив, бачив, що Ігор так і лишився у палаючій машині. Перебував у списку зниклих.
Тоді ж загинули солдати Кумановський Віктор Анатолійович й Віталій Птіцин. Разом були тимчасово поховані в братській могилі в полі біля села Єсаулівка місцевим священиком, який повідомив згодом українську владу про поховання. 23 листопада 2014 поховання знайдене пошуковою групою «Чорний тюльпан», ексгумовано ще шістьох бійців, прикордонників й курсантів Оршанського навчального центру.
Після ідентифікації за результатами проведених експертиз похований 31 січня 2015 року на Алеї Слави Центрального кладовища Вінниці.

## Спортивна кар'єра
Вихованець СДЮШОР ім. олімпійської чемпіонки Ю. Рябчинської у місті Вінниця.
Під час служби в Одесі, у вільний час Ігор Присяжнюк почав активно займатися веслування на каное. Незабаром його призначили тренером спортивної команди спорткомітету Держприкордонслужби, а згодом спортсменом-інструктором спортивної команди Південного регіонального управління ДПСУ.
За свою спортивну кар'єру Ігор досяг звання «Майстер спорту», виборов 8 медалей.
У 2012 році виступав на чемпіонаті світу з веслувального марафону в Римі (Італія).
У 2013 році Ігор Присяжнюк брав участь у Всесвітніх іграх з неолімпійських видів спорту в Кале (Колумбія).

## Нагороди
За особисту мужність і героїзм, виявлені у захисті державного суверенітету та територіальної цілісності України, вірність військовій присязі під час російсько-української війни
- нагороджений орденом «За мужність» III ступеня (9.4.2015, посмертно)[6].

## Вшанування пам'яті
- 10 листопада 2016 на території Могилів-Подільського прикордонного загону урочисто відкрили меморіальний комплекс на честь прикордонників, які загинули на Донбасі у боях з сепаратистами і російськими найманцями[7].
- У грудні 2016 року у Вінниці з'явилась вулиця Ігоря Присяжнюка[8].